# Hotaka (singel)
Hotaka – dziesiąty singel oraz utwór brytyjskiego zespołu Juno Reactor wydany 21 sierpnia 2002 roku w Japonii przez Universal Music oraz w Stanach Zjednoczonych 19 listopada 2002 przez wytwórnię Metropolis Records. Singel nie został wydany na żadnym z albumów Juno Reactor.
Obydwie wersje singla składają się z 4 utworów. Utwory znajdujące się na singlu, podobnie jak większość produkcji zespołu, należą do nurtu muzyki psychedelic trance oraz goa trance.

## Lista utworów

### Japonia
1. Hotaka (Edit) (3:35)
2. Hotaka (8:20)
3. Hotaka (Kloq Remix) (8:00)
4. Hotaka (Kris Kylven Remix) (8:24)

### USA
1. Hotaka (Radio Edit) (3:35)
2. Hotaka (12" Dance Version) (8:20)
3. Hotaka (Thomas P. Heckmann Remix) (8:00)
4. Hotaka (Der Dritte Raum Remix) (8:24)